# Cindy Rakowitz
Cindy Rakowitz (nacida en Plattsburgh, Nueva York) es una ejecutiva estadounidense, conocida como experta en relaciones públicas y como antigua presidenta de división de Playboy Enterprises, donde dirigió las relaciones públicas internacionales, el marketing y la publicidad, así como la agencia de modelos durante más de 15 años.

## Playboy
Entre los años 1986 y 2001, Cindy Rakowitz gestionó las políticas de Playboy en los campos de las relaciones públicas, el marketing y la publicidad, representando también a la empresa como portavoz en relación con los principales medios de comunicación. Participó en el desarrollo de la marca Playboy y sus marcas y logotipos relacionados, asesoró a las celebridades que tenían relación con Playboy, expresó la opinión de la revista sobre diversos temas y produjo los principales eventos de Playboy. Cindy trabajó a diario con su fundador, Hugh Hefner, en la planificación estratégica de sus fiestas en la mansión y representándolo como portavoz.
Formó parte del consejo de la Fundación Playboy y se implicó en la investigación y la educación sobre el sida (ayudó y apoyó a Rebekka Armstrong cuando salió del armario como seropositiva y se convirtió en uno de los rostros públicos más conocidos de la transmisión heterosexual del VIH).
Considerando una carrera independiente, Rakowitz dejó la empresa en 2001, tras negociar los términos de un preaviso de cuatro meses. Fue entonces cuando Internet se convirtió en un vehículo popular para el entretenimiento para adultos y Playboy comenzó a ofrecer a estos usuarios una programación sexual más dura.

## Relaciones públicas
Tras dejar Playboy Enterprises, Rakowitz creó su propia empresa de medios de comunicación y entretenimiento en Los Ángeles, llamada RNR Entertainment, y luego cofundó, junto con Diane Blackman, Blackman Rakowitz Public Relations (conocida como BR Public Relations). Planificó y ejecutó estrategias de marca para grandes empresas, estableciendo marcas de lujo, como el tequila Patrón o el cuidado de la piel Dermalogica. En el caso del tequila Patrón, la estrategia mediática cambió la percepción del tequila, produciendo una cobertura mediática positiva tras conseguir el respaldo de celebridades como Jamie Foxx y Kevin Costner o tras presentarlo como la elección del personaje de Tom Cruise en Vanilla Sky.

## Medios de comunicación
Cindy Rakowitz presenta Stars of PR en VoiceAmerica Radio, un programa de radio semanal en directo dedicado a las relaciones públicas y el marketing. Aparece en otros medios de comunicación como consultora de relaciones públicas, con opiniones sobre la imagen de diversos personajes públicos. Como formadora de medios de comunicación, es conocida por su capacidad para asesorar a sus clientes sobre cómo tratar con la prensa durante crisis imprevistas. Recibió la certificación del Programa de Disputas de Derecho de Harvard en 1993.
Participa en la defensa de los medios sociales, como conferenciante sobre el marketing a través de las plataformas de los medios sociales y como editora del boletín Trusted Advisor de ProVisors.

## Escritora
En 2012, publicó Emergency Public Relations: Crisis Management In a 3.0 World (en coautoría con Alan B. Bernstein), un libro sobre temas de gestión de crisis y respuestas rápidas a emergencias de relaciones públicas.

## Fit 4 The Cause
Cindy Rakowitz puso en marcha Fit 4 The Cause, una organización sin ánimo de lucro con sede en Thousand Oaks que recauda fondos para causas relacionadas con la salud a través de programas de fitness en grupo realizados en lugares inesperados, como centros comerciales, parques, suites corporativas, hoteles, azoteas y gimnasios. Hasta 2012, participó en programas de ejercicio en grupo como pasatiempo, y luego se interesó más por el estilo de vida fitness y sus efectos en el bienestar físico y mental. En febrero de 2013, obtuvo la licencia del American Counsel on Exercise y comenzó a trabajar como instructora de fitness en grupo.